# 乌兹别克斯坦女性

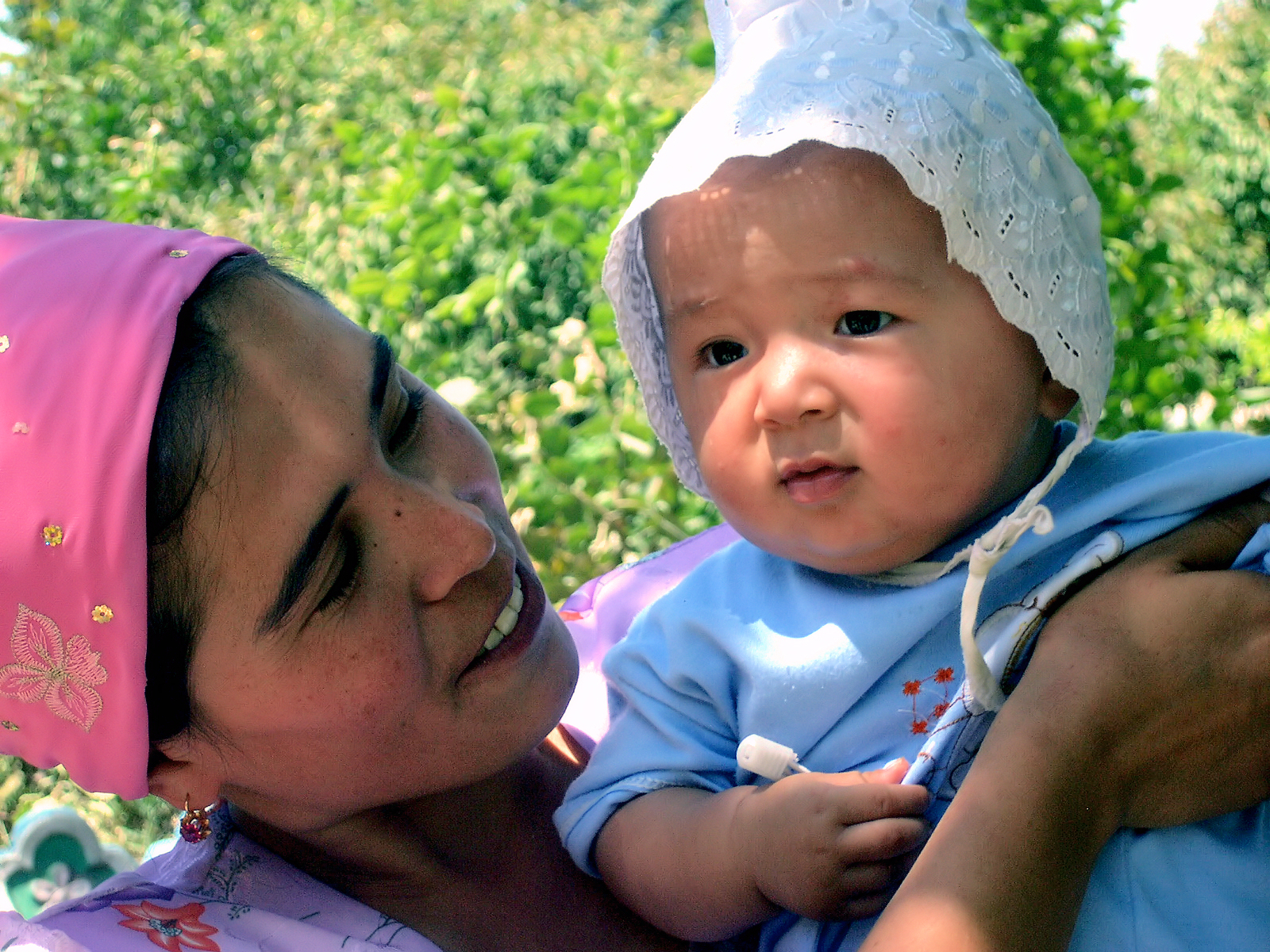
妇女和孩子

乌兹别克斯坦女性的社会和法律状况受到当地传统，宗教，苏联统治以及独立以来不断变化的社会规范的影响。

## 孕产妇保健和避孕药具的可获得性
孕产妇保健和避孕药具的可获得性参差不齐。2003年，有62.3％的妇女使用免费的避孕药具。然而，据联合国估计，约有13.7%的乌兹别克斯坦妇女希望预防或推迟下一次怀孕，但由于避孕药具有限，她们无法做到这一点。2000年，该国大约有20,900名助产士。

## 強制絕育
有报道说，乌兹别克斯坦对一些妇女实行強制絕育。2012年4月12日，英國廣播公司國際頻道的一份“任务”报告披露，有证据表明，为了控制人口，政府正在对妇女进行绝育，而这些妇女往往并不知情。

## 自杀
自焚是乌兹别克斯坦女性自杀的一种常见形式。据估计，在2001年，每年约有500名妇女因被虐待而自杀。

## 人口贩卖
联合国承认政府为减少人口贩运所作的一些努力。例如，为人口贩运受害者提供电话热线，人口贩运的刑期为五至八年。
但是，由于乌兹别克斯坦既是被贩运妇女的供应国又是消费国，贩运仍然持续存在。“贩卖人口是‘穿梭’贸易的延伸。这些妇女是作为旅游者被带到异国，并被承诺可以担任保姆，家庭教师等工作，但她们往往最终被迫从事性交易。”

## 妇女的经济机会
“苏联时期，经济中的性别角色发生了变化，独立后继续发生变化。”尽管乌兹别克斯坦制定了一些计划来帮助增加妇女的经济机会，但仍然存在一些问题。例如，劳动力市场是按性别划分的，妇女的工资通常较低。“非生产部门的非技术人员几乎全部由妇女组成。”妇女也不能夜间或加班工作。截至2003年，还没有已知的禁止性骚扰的法律。
有残疾儿童或许多孩子的母亲可以50岁退休，比规定的退休年龄（55）早五年。

## 妇女的合法权利和政府代表
自2004年起，乌兹别克斯坦的选举法要求各政党提名至少30％的女性候选人进入议会。但是，妇女代表人数不足在各级政府中都很普遍。
乌兹别克斯坦享有普选权。但是，“根据舆论中心的调查数据，有64％的城市妇女和50％的农村妇女认为，男人在政治领域有更多的机会实现自己的权利”。

## 强迫婚姻和抢婚
在该国部分地区，特别是在卡拉卡爾帕克斯坦共和國，经常发生通过抢婚而强迫婚姻的情况。抢婚被认为与经济不稳定有关。婚礼可能会非常昂贵，而抢婚既避免了婚礼的花费，也避免了彩礼。一些学者报告说，只受过低等教育，吸毒或酗酒的男性更容易抢婚。